# Lądowisko Środa Wielkopolska
Lądowisko Środa Wielkopolska – lądowisko sanitarne w Środzie Wielkopolskiej, w województwie wielkopolskim, położone przy ul. Czerwonego Krzyża 2. Przeznaczone jest do wykonywania startów i lądowań śmigłowców sanitarnych i ratowniczych w dzień i w nocy o dopuszczalnej masie startowej do 5700 kg. 
Zarządzającym lądowiskiem jest Samodzielny Publiczny Zespół Opieki Zdrowotnej w Środzie Wielkopolskiej. W roku 2012 zostało wpisane do ewidencji lądowisk Urzędu Lotnictwa Cywilnego pod numerem 104